# Olympische Sommerspiele 2000/Teilnehmer (Cookinseln)
| Gelbes Symbol für Goldmedaillen mit stilisierten Olympischen Ringen | Graues Symbol für Silbermedaillen mit stilisierten Olympischen Ringen | Braundes Symbol für Bronzemedaillen mit stilisierten Olympischen Ringen |
| ------------------------------------------------------------------- | --------------------------------------------------------------------- | ----------------------------------------------------------------------- |
| —                                                                   | —                                                                     | —                                                                       |

Die Cookinseln nahmen an den Olympischen Sommerspielen 2000 in Sydney, Australien, mit zwei Athleten in zwei Sportarten teil.
Seit 1988 war es die vierte Teilnahme des pazifischen Staates an Olympischen Sommerspielen.

## Flaggenträger
Die Windsurferin Turia Vogel trug die Flagge der Cookinseln während der Eröffnungsfeier im Stadium Australia.

## Teilnehmer nach Sportarten

### Leichtathletik
- Teina Teiti
100 Meter: Vorläufe

### Segeln
- Turia Vogel
Windsurfen: 20. Platz